# 잉글랜드의 교육
영국의 교육은 교육부에 의해 감독된다. 지방정부 당국은 지역 수준에서 공교육 과 국영학교 에 대한 정책을 시행할 책임이 있다. 정부 지원 학교는 선택적인 문법 학교 일 수도 있고 비선택적인 종합 학교일 수도 있다. 모든 공립 학교는 정부 부서 Ofsted (교육, 아동 서비스 및 기술 표준 사무국)의 평가 및 검사를 받는다. 영국에는 또한 사립학교 (일부는 공립학교 로 알려짐)와 가정교육이 있다. 법적으로 부모는 적절한 수단을 통해 자녀를 교육하기로 선택할 수 있다.
국가 자금 지원 의무 학교 시스템은 8월 31일까지 학생의 연령을 기준으로 주요 단계 로 구분된다. 유아기 기초 단계 는 3~4세를 대상으로 한다. 초등교육은 5~6세를 위한 주요 단계 1 과 7~10세를 위한 주요 단계 2 로 구분된다. 중등교육은 11~13세를 위한 주요 단계 3 과 14~15세를 위한 주요 단계 4 로 구분된다. 11학년 말(생일에 따라 15세 또는 16세)에 학생들은 일반적으로 중등교육 일반 자격증 (GCSE) 시험이나 기타 레벨 1 또는 레벨 2 자격을 취득한다.
교육은 18세까지 의무적이지만 학교교육은 16세까지 의무이다. 따라서 16세 이후 교육은 다양한 형태를 취할 수 있으며 학문적이거나 직업적 일 수 있다. 여기에는 A레벨 또는 대안적인 레벨 3 자격을 취득할 수 있는 여섯 번째 형식으로 알려진 지속적인 학교 교육이 포함될 수 있다. 또한 업무 기반 견습, 연수생 및 자원봉사도 포함될 수 있다. 규제 자격 프레임워크 (RQF)는 국가 학교 시험과 직업 교육 자격을 다르다.
고등 교육은 대개 3년제 학사 학위로 시작된다. 대학원 학위에는 강의 또는 연구를 통한 석사 학위 와 일반적으로 최소 3년이 소요되는 박사 수준의 연구 학위가 포함된다. RQF와 연계된 고등 교육 자격 체계(FHEQ)는 학위 수여 기관의 학위 및 기타 자격을 다루고 있다.

## 영어교육의 역사
중세 시대 에는 신권이나 정부 또는 법조계의 수도원 활동을 맡을 귀족의 아들들에게 라틴어를 가르치기 위해 학교가 설립되었다. 가톨릭 기독교 성직자의 추가 훈련을 지원하기 위해 교회와 제휴하여 옥스퍼드 대학교 와 케임브리지 대학교라는 두 대학이 설립되었다.
영국의 교육은 19세기까지 종교 기관과 긴밀하게 연결되어 있었지만, 근대 초기에는 모든 종교적 신념을 가진 어린이에게 개방된 자선 학교와 "자유 문법 학교"가 더욱 보편화되었다.
19세기 개혁은 교육 제공을 확대하고 광범위한 국영 학교를 도입했다. 1870년까지 모든 학교는 자선 또는 사립 기관이었지만, 그해 1870년 초등 교육법 ( 33 & 34 Vict. c. 75)은 지방 정부가 격차를 메우기 위해 기존 초등학교를 보완할 수 있도록 허용했다. 교육법 1902는 지방 당국이 중등학교를 설립하는 것을 허용했다. 1918년 교육법은 초등학교의 수업료를 폐지했다.
여자 대학은 여성에게 대학 교육을 제공하기 위해 19세기에 설립되었으며, 첫 번째 대학은 런던의 베드포드 대학 (1849), 케임브리지의 거튼 대학 (1869), 케임브리지의 뉴넘 대학 (1871)이다. 런던 대학교는 1868년에 여성을 위한 특별 시험을 설립했고, 1878년에는 여성에게 학위를 공개했다. University College Bristol (현재 University of Bristol)은 1876년에 설립된 최초의 혼합 고등 교육 기관이 되었으며, 1878년에는 University College London (1871년부터 일부 혼합 수업을 진행함)이 뒤를 이었다.

## 법적 의무교육
풀타임 교육은 5세부터 18세까지의 모든 어린이에게 의무적이며, 학생들은 16세가 될 때까지 전통적인 학교 환경에 머물러야 한다. 이 연령 이후에도 법적으로 18세까지 추가 교육(학문적 또는 기술적 교육)을 받아야 하지만, 이는 반드시 전통적인 학교 환경에 있을 필요는 없으며 다양한 직업 선택이 법적으로 허용되고 이용 가능하다.
학생이 교육을 중단하기로 선택할 수 있는 연령은 일반적으로 의무 교육을 위한 "이탈 연령"으로 알려져 있다. 2008년 교육 및 기술법 에 따라 이 연령은 18세로 높아졌다. 이 변경 사항은 16세 청소년의 경우 2013년, 17세 청소년의 경우 2015년에 적용되었다. 이때부터 정식 학교 졸업 연령(유지 16세)과 교육 졸업 연령(현재 18세)이 분리되었다. 국가에서 제공하는 학교 교육과 6차 형태 교육은 세금으로 지불된다.
아이는 5세가 되는 학년도에 초등교육을 시작한다. 3세에서 5세 사이의 어린이는 선택적으로 주정부가 지원하는 취학전 교육을 연간 600시간 받을 수 있다. 이는 "놀이 그룹", 보육원, 지역사회 보육 센터 또는 학교 보육반에서 제공될 수 있다.
따라서 영국의 모든 어린이는 현재 5번째 생일 이후부터 18번째 생일까지인 첫 번째 "규정일"부터 효과적인 교육(학교 또는 기타 방법)을 받아야 하며 2019년 6월 마지막 금요일까지 학교에 남아 있어야 한다. 16세가 되는 학년도. 1997년 9월 1일 이후 출생자의 경우 교육 이수 연령이 2013년에 17세가 되는 해로, 2015년에 18세 생일로 상향 조정되었다 지정된 날짜는 8월 31일, 12월 31일, 3월 31일이다. 학년은 9월 1일(또는 8월에 학기가 시작하는 경우 8월 1일)에 시작된다.
교육의 의무 단계는 기초 단계 (선택의 마지막 부분과 의무 교육의 첫 번째 부분 포함), 4개의 주요 단계 및 16세 이후 교육으로 구분되며, 때로는 비공식적으로 주요 단계 5라고도 하며 다양한 형태를 가지고 있다. 학교에서 마지막 2년간의 중등 교육을 다루는 6차 양식을 포함한다.

## 학교의 종류
학생이 의무 교육 과정 동안 겪을 수 있는 다양한 학교와 단계에 대해 다양한 용어와 이름이 존재한다. 문법 학교는 선택 학교로 11세 이상의 어린이를 입학시킨다. 독립적인 문법을 지불하는 수수료가 존재하기는 하지만 일반적으로 주에서 자금을 지원한다. 유아원(유치원) 교육을 제공하는 학교는 일반적으로 3세 이상의 학생을 대상으로 입학을 진행한다. 그러나 일부 학교에서는 이보다 어린 학생의 입학을 허가하는 경우가 있다.
| Key stage   | Year                      | Final exam                                                                        | Age                        | State funded schools         | State funded schools | State funded schools      | State funded schools               | State funded schools |
| ----------- | ------------------------- | --------------------------------------------------------------------------------- | -------------------------- | ---------------------------- | -------------------- | ------------------------- | ---------------------------------- | -------------------- |
| Early Years | Nursery (or Pre-School)   | 3 to 4                                                                            | Primary                    | Primary                      | Primary              | Lower                     | Infant                             |                      |
| Early Years | Reception (or Foundation) | 4 to 5                                                                            | Primary                    | Primary                      | Primary              | Lower                     | Infant                             |                      |
| KS1         | Year 1                    | 5 to 6                                                                            | Primary                    | Primary                      | Primary              | Lower                     | Infant                             |                      |
| KS1         | Year 2                    | 6 to 7                                                                            | Primary                    | Primary                      | Primary              | Lower                     | Infant                             |                      |
| KS2         | Year 3                    | 7 to 8                                                                            | Primary                    | Primary                      | Primary              | Lower                     | Junior                             |                      |
| KS2         | Year 4                    | 8 to 9                                                                            | Primary                    | Primary                      | Primary              | Lower                     | Junior                             |                      |
| KS2         | Year 5                    | 9 to 10                                                                           | Primary                    | Primary                      | Primary              | Middle                    | Junior                             |                      |
| KS2         | Year 6                    | National Curriculum assessments A grammar school entrance exam, often the 11-plus | Primary                    | Primary                      | Primary              | Middle                    | Junior                             | 10 to 11             |
| KS3         | Year 7                    | 11 to 12                                                                          | Comprehensive or Secondary | Lower school                 | Lower school         | Middle                    | Comprehensive, Secondary or Senior |                      |
| KS3         | Year 8                    | 12 to 13                                                                          | Comprehensive or Secondary | Lower school                 | Lower school         | Middle                    | Comprehensive, Secondary or Senior |                      |
| KS3         | Year 9                    | 13 to 14                                                                          | Comprehensive or Secondary | Lower school                 | Lower school         | Upper                     | Comprehensive, Secondary or Senior |                      |
| KS4         | Year 10                   | 14 to 15                                                                          | Comprehensive or Secondary | University technical college | Upper school         | Upper                     | Comprehensive, Secondary or Senior |                      |
| KS4         | Year 11                   | GCSE                                                                              | Comprehensive or Secondary | University technical college | Upper school         | Upper                     | Comprehensive, Secondary or Senior | 15 to 16             |
| KS5         | Year 12                   | Advanced subsidiary level or school-set end of year tests.                        | 16 to 17                   | University technical college | Sixth form college   | Further education college | Comprehensive, Secondary or Senior |                      |
| KS5         | Year 13                   | A-levels, T- levels, BTEC, International Baccalaureate, etc.                      | 17 to 18                   | University technical college | Sixth form college   |                           | Comprehensive, Secondary or Senior |                      |

## 국영 학교
3~18세 아동 중 약 93%가 국영학교에서 무상으로 교육을 받고 있다. 주 정부 지원 기숙 학교 의 경우 요금).
모든 학교는 법적으로 관리, 재정, 커리큘럼 의도, 교직원 및 학생 보호 정책에 대한 세부 정보를 게시해야 하는 웹사이트를 보유해야 한다.

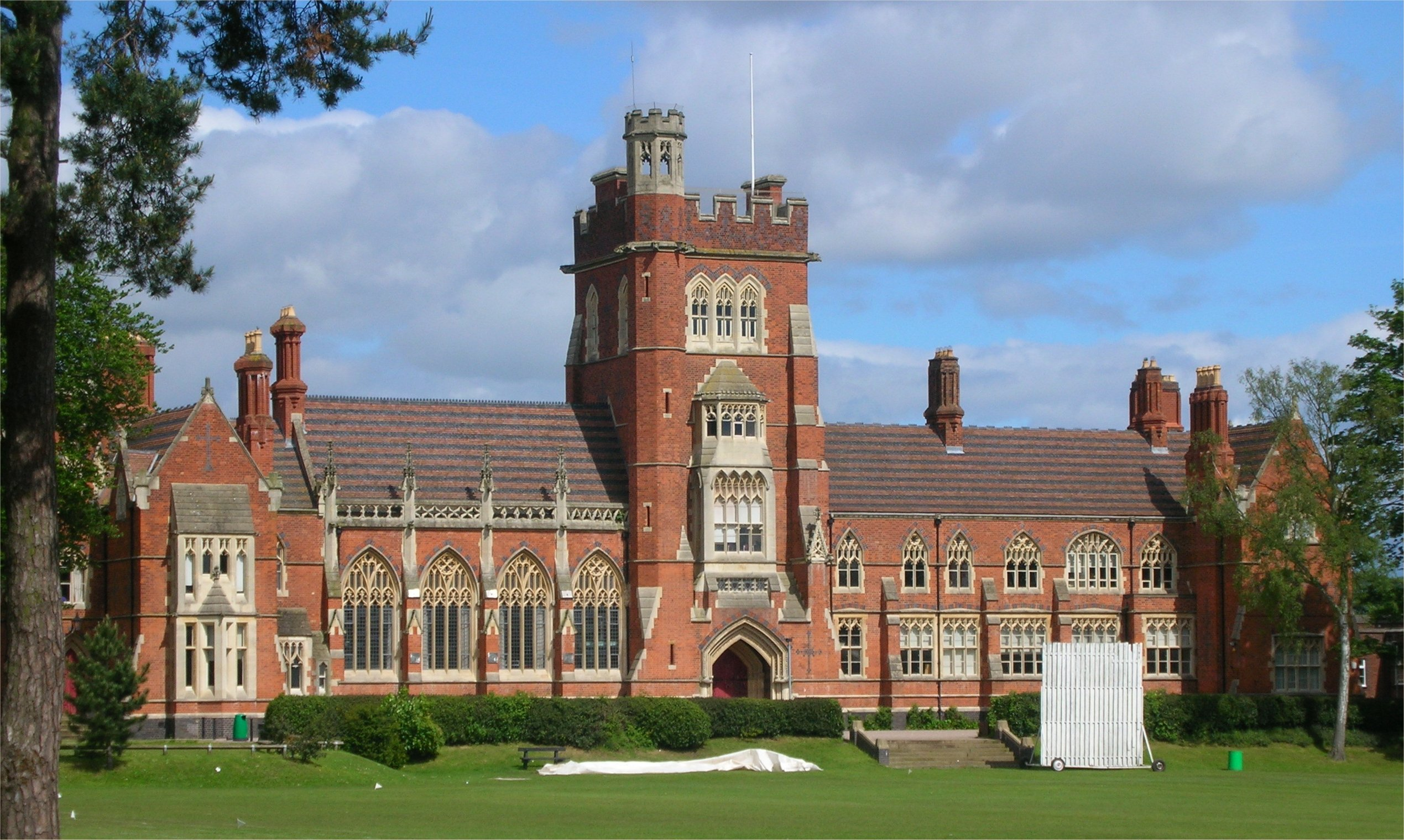
영국의 재단 학교인 모슬리 학교.

- 아카데미는 사회적, 경제적 빈곤이 심한 지역에서 성과가 저조한 지역 학교를 대체하기 위해 1997-2010년 노동 정부에 의해 설립되었다. 이들의 창업 비용은 일반적으로 기업가나 NGO와 같은 민간 수단에서 자금을 조달하고 운영 비용은 중앙 정부에서 충당하며 재단 학교와 마찬가지로 직접적인 지방 당국의 통제에서 행정적으로 자유롭다. 2010년 보수-자유민주 연합 정부는 아카데미 프로그램에서 아카데미의 역할을 확대했다. 일부 학교는 문법 학교와 유사하게 일부 입학에 대해 선택적 입학 요건을 운영한다.[24]
- 지역 당국이 학교 직원을 고용하고 학교의 토지와 건물을 소유하며 입학에 대한 일차적인 책임을 지는 커뮤니티 학교
- 보수-자유민주연합 이 도입한 무료 학교 는 영국에서 더 많은 학교에 대한 지역적 필요성이 인식되어 부모, 교사, 자선 단체 또는 기업이 설립한 새로 설립된 학교이다. 이 학교는 납세자로부터 자금을 지원받고, 학문적으로 비선택적이며 자유롭게 다닐 수 있으며, 파운데이션 학교 및 아카데미와 마찬가지로 지방 당국의 통제를 받지 않는다. 그들은 궁극적으로 교육부 장관에게 책임을 진다. 무료 학교는 기존 아카데미 프로그램의 확장이다. 2011년 가을에 처음으로 24개의 무료 학교가 문을 열었다.
- 파운데이션 스쿨 : 관리 기관이 직원을 고용하고 입학에 대한 일차적인 책임을 지는 학교이다. 학교 부지와 건물은 치리회나 자선 재단이 소유한다. 재단은 소수의 이사를 임명한다. 이들 학교 중 다수는 이전에 보조금을 받아 유지된 학교였다. 2005년 노동당 정부는 원할 경우 모든 학교를 기초학교로 만들 것을 제안했다.
- 다양한 조직과 연계된 자발적 지원 학교 . 신앙 학교 (약 3분의 2는 영국 교회에 소속되어 있고, 1/3은 로마 카톨릭 교회에 속하고 일부는 다른 신앙)일 수도 있고, London Livery Companies 와 연결된 학교와 같은 비종파 학교일 수도 있다. 자선 재단은 학교의 자본 비용(일반적으로 10%)에 기여하고 학교 운영진 의 과반수를 임명한다. 치리회는 직원을 고용하고 입학에 대한 일차적인 책임을 진다.[25]
- 거의 항상 신앙 학교 인 자발적 통제 학교 . 토지와 건물은 자선 재단이 소유하는 경우가 많다. 그러나 지방 당국은 학교 직원을 고용하며 입학에 대한 일차적인 책임을 진다.
- 보수-자유민주연합이 2010년에 도입한 대학 기술대학 (UTC)이다. 이는 대학의 후원을 받으며 지역 비즈니스 및 산업과 긴밀한 관계를 맺고 있다. 이 행사는 납세자가 자금을 지원하고, 비선택적이며, 무료로 참석할 수 있고, 지방 당국의 통제를 받지 않는다. 대학과 업계 파트너는 UTC의 커리큘럼 개발을 지원하고, 교사에게 전문성 개발 기회를 제공하며, 적절한 자격을 갖춘 학생들에게 산업 견습, 기초 학위 또는 전체 학위를 안내한다. 후원 대학은 UTC 총재와 핵심 직원의 대다수를 임명한다. 학생들은 14세가 되면 중등교육 도중에 UTC로 편입된다. UTC의 독특한 요소는 국가 커리큘럼 요구 사항과 기술 및 직업 요소를 결합하여 기술 중심 학습 과정을 제공한다는 것이다. UTC는 기술 및 현대 장비가 필요한 과목을 전문적으로 다루어야 하지만 비즈니스 기술과 정보 통신 기술의 사용도 가르친다. UTC는 또한 고등 교육이나 직업 학습을 위한 명확한 경로를 제공해야 한다.
- 수학 학교는 King's College London Mathematics School 및 Exeter Mathematics School 의 시범 운영에 이어 2018년에 선택적 전문 16-19 학교로 시작되었으며 다시 대학의 후원을 받았다.[26]

또한 1980년대에 설립된 15개의 도시 기술 대학 중 3개가 여전히 남아 있다. 나머지는 아카데미로 전환했다. 이들은 수수료를 부과하지 않지만 지방 당국의 통제로부터 독립된 주정부 지원 모든 능력을 갖춘 중등학교이다. 또한 소수의 주정부 지원 기숙학교가 있다.
영국 국영 초등학교는 집수 지역이 작은 거의 모든 지역 학교이다. 절반 이상은 지방 당국이 소유하지만, 많은 경우 (명목상) 자발적으로 통제되고 일부는 자발적으로 지원된다. 일부 학교에는 유아(4~7세)만 포함되어 있고 일부 학교에는 1학년(7~11세)만 포함되어 있다. 일부는 유아학교에서 중학교로 자동 진행되도록 연결되어 있고, 일부는 그렇지 않다. 일부 지역에는 여전히 4~8세를 위한 초등학교와 8~9~12세 또는 13세를 위한 중학교가 있다.
영어 중등학교는 대부분 종합학교 (즉, 입학 시험 없음)이지만, 종합학교 입학률은 매우 다양하며, 특히 여러 지역 학교가 있는 도시 지역에서는 더욱 그렇다. 주정부 지원 중등학교의 거의 90%가 전문 학교 로, 학교가 전문으로 하는 하나 이상의 과목(공연 예술, 예술, 비즈니스, 인문학, 언어, 과학, 수학, 기술, 공학 등)을 개발하기 위해 추가 자금을 지원받는다. 전문 분야의 적성에 따라 섭취량의 최대 10%를 선택할 수 있다. 어떤 지역에서는 아이들이 11 플러스 시험에 합격하면 명문 문법 학교에 들어갈 수 있다. 또한 고립된 완전 선택식 문법 학교가 많이 있고 부분 선택식 학교 도 수십 개 있다. 국영 학교 중 상당수는 신앙 학교 로, 종교 단체, 대부분 영국 교회 또는 로마 카톨릭 교회에 소속되어 있다.
모든 주정부 지원 학교는 간단히 Ofsted라고 알려진 교육 표준 사무국(Office for Standards in Education)의 정기적인 검사를 받는다. Ofsted는 정기적으로 특정 학교의 청소년 교육 품질, 학습 결과, 관리, 안전 및 행동에 대한 보고서를 발행한다. Ofsted가 교육 수준이 부적절하다고 판단한 학교는 특별 조치를 받을 수 있으며, 여기에는 운영 기관 및 고위 직원 교체가 포함될 수 있다. 학교 점검 보고서는 온라인에 게시되어 학부모 및 보호자에게 직접 전송된다.
교복은 교복 규정이 성별, 인종, 장애, 성적 지향, 성전환, 종교 또는 신념을 이유로 차별해서는 안 된다는 제약 하에 개별 학교에서 정의한다. 학교는 여아용 바지나 종교적 복장을 허용하도록 선택할 수 있다. 국영 학교(접수반 포함)에 다니는 5~7세 학생들은 학교 급식과 과일을 무료로 받을 수 있다. 저소득층 가정의 7~16세 학생들은 무료 학교급식을 받을 수 있다. 모든 학교 급식은 정부의 건강한 식습관 기준을 준수하고 건강한 식단을 장려해야 한다.
주정부 지원 학교는 조찬 클럽 및 방과 후 커리큘럼 활동(드라마, 컴퓨터, 음식 준비, 예술, 공예, 스포츠, 과학 등)을 포함하여 학교 시간 외에 보육 서비스를 제공하도록 권장된다.

### 사립 학교
영국의 학교 어린이 중 약 7%가 사립 학교에 다니고 있으며, 유료 사립학교에 다니고 있다. 13~18세를 위한 일부 독립 학교는 역사적인 이유로 ' 공립학교 '로, 8~13세를 위한 ' 예비 학교 '로 알려져 있다. 일부 학교에서는 특정 기술이나 적성을 가진 사람들을 위한 장학금을 제공하거나 경제적으로 덜 부유한 가정의 학생들이 다닐 수 있도록 장학금 을 제공한다. 사립 학교는 국가 교육 과정을 따를 필요가 없으며 교사는 공식 교사 자격을 요구하거나 법으로 규제하지 않는다. 독립 학교 조사관(Independent Schools Inspectorate)은 정기적으로 모든 사립 학교의 교육 품질에 대한 보고서를 발행한다.

### 학교교육 이외의 수단에 의한 교육
1944년 교육법(Education Act 1944) 에 따르면 부모는 "정기적인 학교 출석 또는 기타 방법"을 통해 자녀의 교육에 책임이 있으며, 이를 통해 자녀가 집에서 교육을 받을 수 있다. 공식적으로 "선택적 가정 교육"이라고 불리는 교육은 구조화된 홈스쿨링 (학교 스타일 커리큘럼 사용)부터 덜 구조화된 언스쿨링 까지 다양하다. 1970년대부터 학교 밖에서 자녀를 교육하기를 원하는 부모를 지원했다. 주정부는 자녀를 학교 밖에서 교육하기로 선택한 부모에게 재정적 지원을 제공하지 않는다.

## 의무교육의 단계

### 초기
초기 기초 단계 에서 커리큘럼은 7가지 학습 영역으로 구성된다.
- 의사소통과 언어
- 신체발달
- 개인적, 사회적, 정서적 발달
- 읽고 쓰는 능력
- 수학
- 세상을 이해하다
- 표현 예술과 디자인

### 국가 교육 과정
국가 교육과정은 초등학교(5~11세, 주요 단계 1 및 2)와 중등학교(11~16세, 주요 단계 3 및 4)의 학생을 대상으로 한다. 여기에는 어떤 과목을 가르치는지, 각 과목에서 아이들이 도달해야 하는 표준이 포함되어 있다.
영국의 국영 학교는 학교와 사회에서 학생들의 영적, 도덕적, 문화적, 정신적, 육체적 발달을 촉진하고 학생들에게 기회와 책임을 준비시키는 균형 있고 광범위하게 기반을 둔 커리큘럼을 제공해야 한다.
국영 학교는 핵심 영어, 수학, 과학을 포함해 13개 과목을 가르칠 의무가 있다. 국가 커리큘럼의 구조는 다음과 같다:
| Subject               | Key Stage 1 (age 5–7) | Key Stage 2 (age 7–11) | Key Stage 3 (age 11–14) | Key Stage 4 (age 14–16) |
| --------------------- | --------------------- | ---------------------- | ----------------------- | ----------------------- |
| English               |                       |                        |                         |                         |
| Mathematics           |                       |                        |                         |                         |
| Science               |                       |                        |                         |                         |
| Art and Design        |                       |                        |                         |                         |
| Citizenship           |                       |                        |                         |                         |
| Computing             |                       |                        |                         |                         |
| Design and Technology |                       |                        |                         |                         |
| Languages             |                       |                        |                         |                         |
| Geography             |                       |                        |                         |                         |
| History               |                       |                        |                         |                         |
| Music                 |                       |                        |                         |                         |
| Physical Education    |                       |                        |                         |                         |

모든 학교는 또한 모든 주요 단계에서 종교 교육을 가르쳐야 하며, 중등학교에서는 성과 관계 교육을 제공해야 한다.
필수 과목 외에도 Key Stage 4 의 학생들은 예술(미술 및 디자인, 무용, 음악, 사진, 미디어 연구, 영화 연구, 그래픽, 드라마 및 예술 분야 포함)에서 적어도 하나의 과목을 공부할 수 있는 법적 권리가 있다. 미디어 아트), 디자인 및 기술(디자인 및 기술, 전자, 공학, 음식 준비 및 영양으로 구성), 인문학(지리 및 역사로 구성), 비즈니스 및 기업(경영학 및 경제학으로 구성) 및 현대 언어로 구성된다.

### 16세 이후 교육
다음 학년도가 시작되기 전에 16세가 되는 학생의 의무교육은 6월 마지막 금요일에 종료된다. 공립 학교와 사립 학교의 대부분의 학생들은 일반적으로 의무 교육 마지막 학년이 끝날 때 GCSE 시험을 치른다.
그 이후에는 청소년은 18세까지 교육을 계속 받아야 하지만 학교에 다닐 필요는 없다. 그들은 기술 교육을 포함한 추가 교육을 여섯 번째 형태 의 학교, 전문적인 여섯 번째 형태 또는 추가 교육 대학에서 추구할 수 있다. 대안으로 견습 이나 훈련을 받을 수도 있고, 시간제 교육이나 훈련을 받으면서 주당 20시간 이상 자원봉사를 할 수도 있다. 16세 이후 교육에 중점을 두는 대학 유형은 다음과 같다.
- 추가 교육 대학
- 식스폼 칼리지
- 고등대학
- 미술, 디자인, 공연 예술 대학

### 식스폼 칼리지/추가 교육 칼리지
16세 이상의 학생은 일반적으로 6번째 형태의 학교( 6번째 형태는 12~13학년을 가리키는 역사적 용어), 별도의 6번째 형태 대학 또는 추가 교육 대학 에서 공부한다. FE 대학의 과정( 추가 교육 과정 이라고 함)은 18세 이상의 성인도 공부할 수 있다. 대학은 견습 과정과 다음과 같은 국가 자격을 포함하여 다양한 학습 옵션을 제공할 수 있다.
- A레벨
- 비즈니스 및 기술 교육 협의회 (BTEC)
- 도시 및 길드 자격
- 케임브리지 인터내셔널
- 캠브리지 테크니컬스
- 국제 학사 학위 (IB)
- 국가 직업 자격 (NVQ)
- T 레벨
- WJEC Eduqas 자격
- 기능적 기술 자격
- 생활 기술 과정[45]

### 견습 및 훈련
국립 견습 서비스(National Apprenticeship Service)는 16세 이상의 사람들이 숙련된 기술을 배우기 위해 견습 과정에 들어갈 수 있도록 돕는다. 훈련생 제도는 국립 도제 서비스(National Apprenticeship Service)의 감독을 받으며 훈련생에게 견습생에게 필요한 기술을 제공하기 위해 업무 경험과 결합된 교육 및 훈련 프로그램이다.
T 레벨 은 2020년에 도입된 기술 자격으로, 학생들이 숙련된 취업, 견습 및 고등 학습을 준비할 수 있도록 기업 및 교육 제공자와 협력하여 개발되었다. 모든 T 레벨에는 직업에 필요한 실용적이고 기술적인 기술 개발에 초점을 맞춘 고용주와의 산업 현장 배치가 포함된다.

## 고등 교육

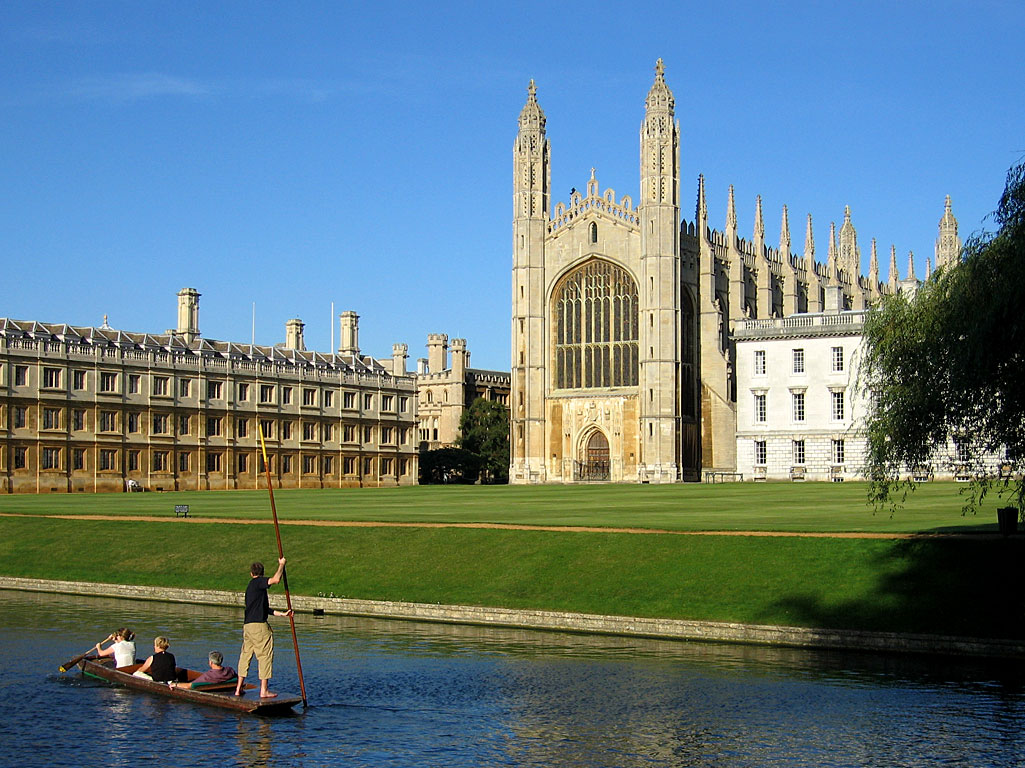
영국의 고대 대학 중 하나인 케임브리지 대학교 킹스 칼리지의 예배당

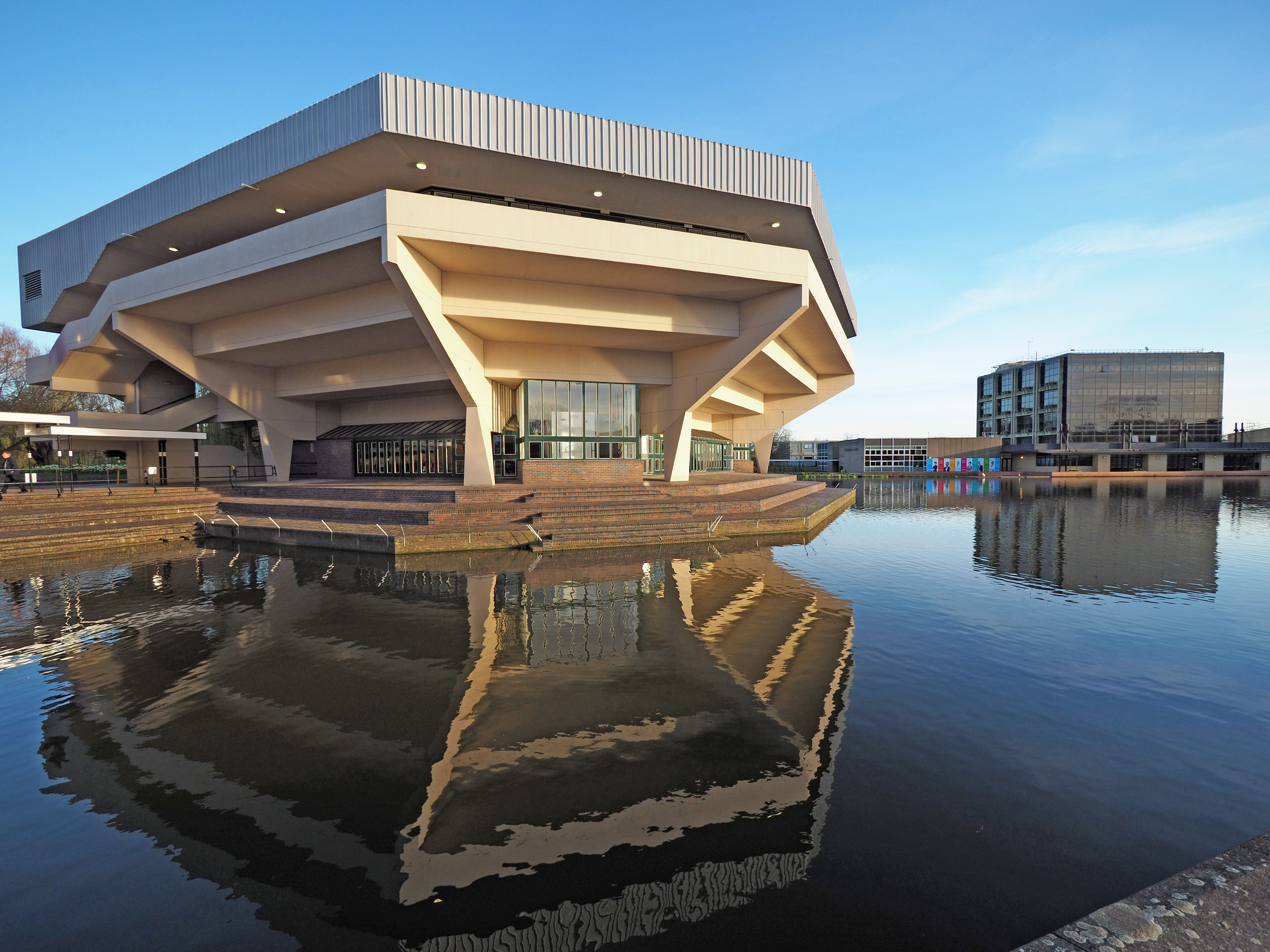
1963년에 설립된 판유리 대학인 요크 대학교의 센트럴 홀

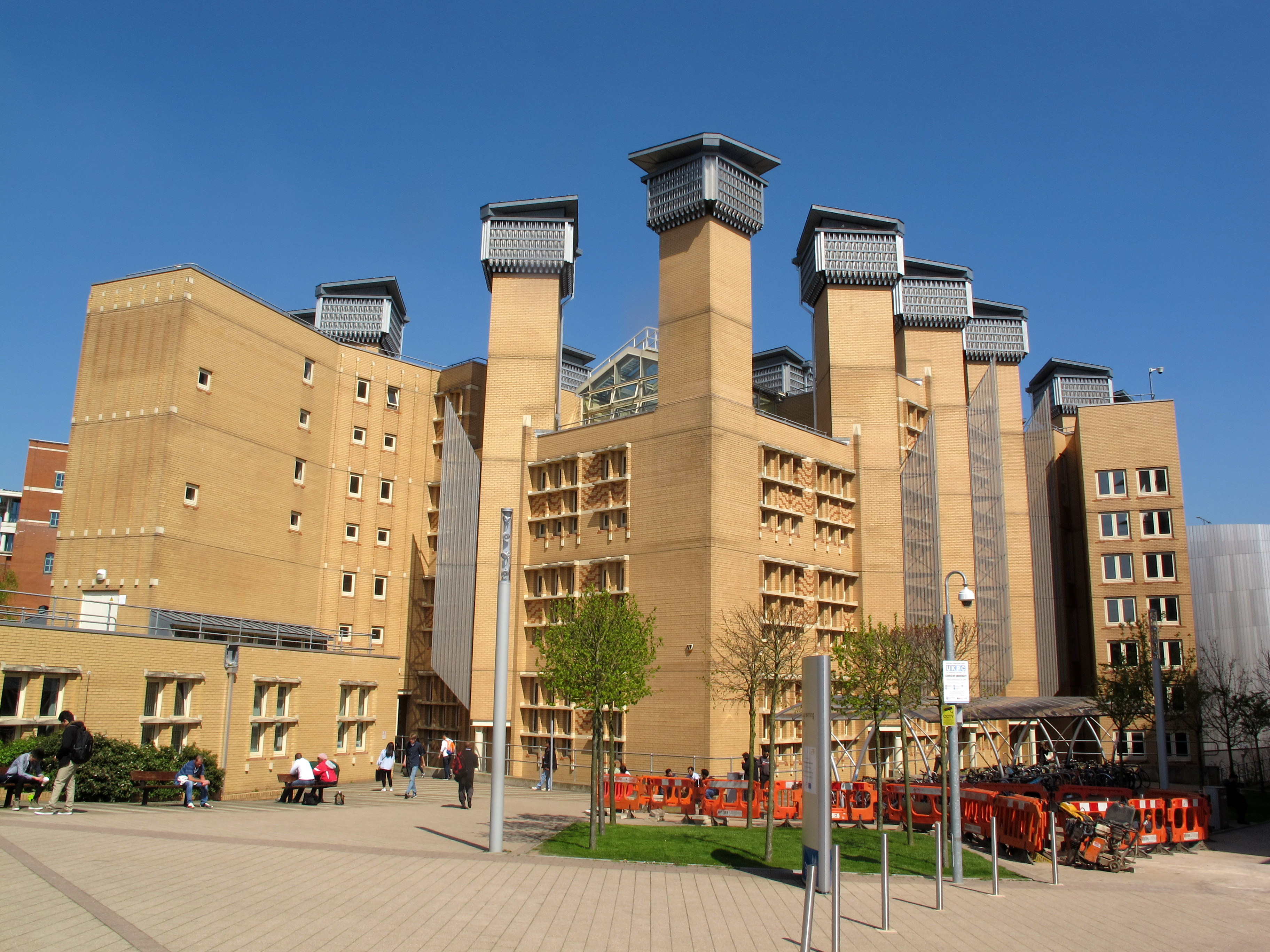
1992년 대학 지위를 부여받은 현대식 대학인 코벤트리 대학교의 맨체스터 도서관

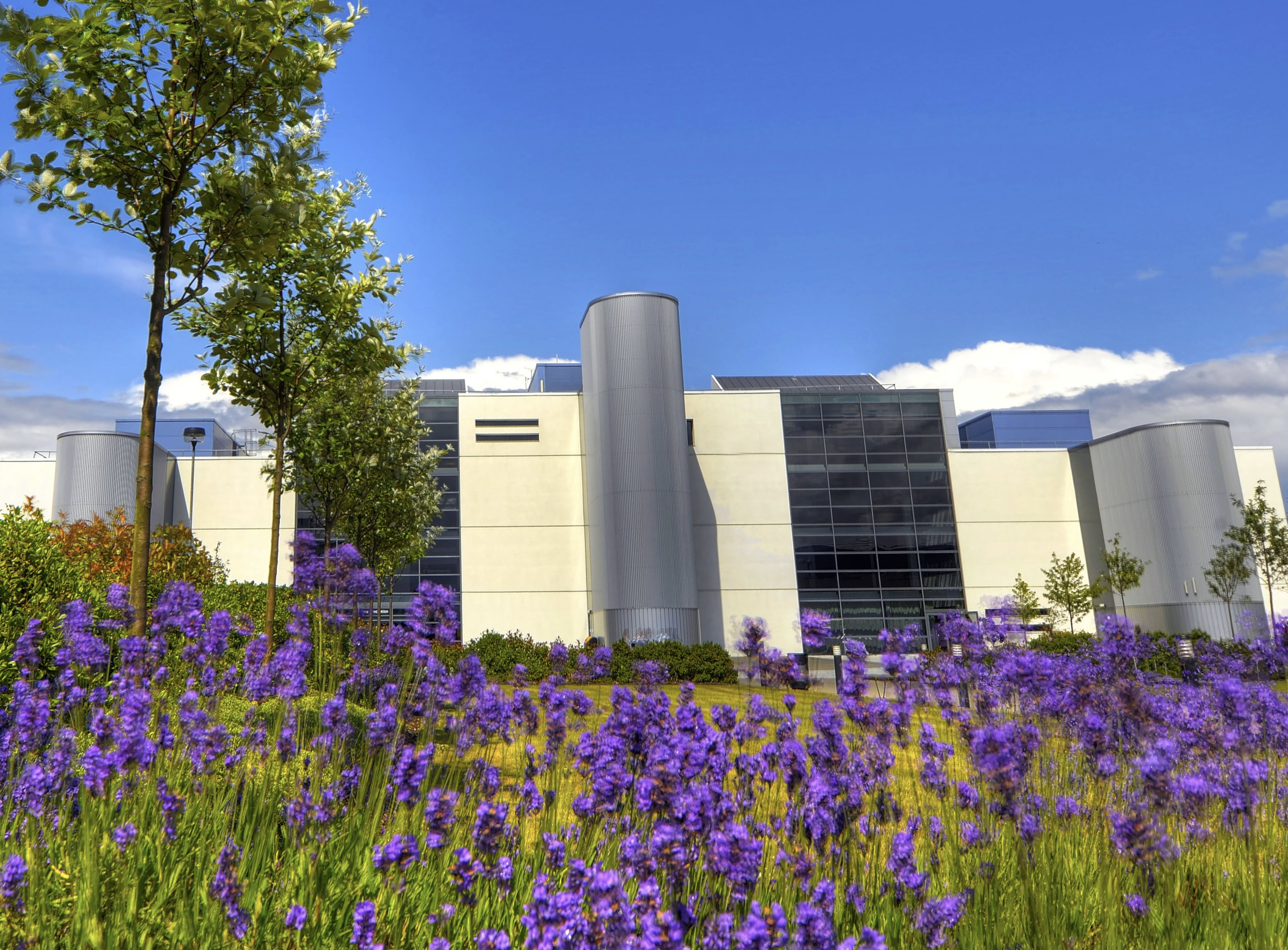
고등 교육 대학인 뉴 칼리지 더럼의 캠퍼스

영국의 고등교육 은 고등교육(HE) 단과대학, 종합대학, 종합대학, 사립대학에서 제공된다. 학생들은 일반적으로 18세부터 학부생 으로 고등 교육에 입학하며 고등 교육 수료증 및 레벨 4의 고등 국가 수료증, 고등 교육 수료증, 고등 국가 수료증 및 기초 학위를 포함하여 다양한 직업 및 학업 자격을 얻기 위해 공부할 수 있다. 레벨 5, 레벨 6에서 학사 학위 (보통 우등 ), 레벨 7에서 의학, 치의학, 수의학 통합 석사 학위 및 학위
역사적으로, 소수의 사립 대학 이외의 학부 교육은 1960년대부터 주로 주정부 재정으로 이루어졌으며 1998년 10월에 추가 비용 이 도입되었다. 연간 최대 £9,000의 수수료가 부과되었다. 2012년 10월부터 부과된다. 러셀 그룹은 미국 내 더 명망 높은 대학들로 구성된 것으로 여겨지는 등 대학들 사이에는 위계가 존재하는 것으로 인식된다. 대학 리그 테이블은 민간 기업에서 제작하며 일반적으로 영국 전체를 포괄한다.
주정부는 대학 강의 계획서를 통제하지 않지만 고등 교육에 대한 공정한 접근을 보호하고 촉진하기 위해 접근 계약을 승인하고 모니터링하는 학생 사무국 (OfS)을 통해 입학 절차에 영향을 미친다. 고등 교육 품질 보증 기관 (QAA)은 영국 고등 교육 분야의 교육 및 학습 품질을 유지하고 향상시키는 임무를 맡은 독립적인 전문 품질 기관이다. 대부분의 학위와는 달리 주정부는 교사 훈련 과정을 통제하고 표준은 Ofsted 조사관에 의해 모니터링 된다.
영국 대학에서 제공되는 일반적인 첫 번째 학위는 우등 학사 학위로 일반적으로 3년 동안 지속되지만, 일부 기관에서는 일반적으로 2년 동안 지속되는 더 많은 직업 기초 학위 (또는 이에 준하는 풀타임 학위)도 제공된다. 현재 많은 교육기관에서 통합 석사 학위, 특히 STEM 과목을 1차 학위로 제공하고 있다. 이는 일반적으로 4년 동안 지속되며 처음 3년은 해당 과목의 학사 과정과 병행된다. 1학년 동안 학생들은 학부생(undergraduate) 으로 알려져 있다. 통합 석사 학위와 일반 대학원 석사 학위 사이의 비용 차이(전자의 경우 비용이 1급 수준으로 제한됨)로 인해 통합 석사 학위를 1급 학위로 수강하는 것이 더 매력적인 선택이 된다. 통합 석사 학위는 영국의 STEM 전문가가 공인 자격을 취득하기 위한 표준 경로인 경우가 많다.
영국 유학생 의 대다수는 높은 수준의 교육에 대한 영국의 명성 때문에 영국 교육기관을 선택했는데, 이는 캐나다나 호주(20% 남짓) 또는 미국(약 15%)보다 훨씬 높은 비율이다. 옥스퍼드 대학교 와 케임브리지 대학교는 주요 글로벌 순위 상위 10위에 랭크되었다. London School of Economics 및 University College London 과 같은 런던의 일부 기관에서는 1학위 학생의 대다수가 영국 외부 출신이다. 대학원생을 포함하여 국제 학생들도 Imperial College London 과 University of the Arts London 에서 대다수를 차지하고 있다.

### 대학원 교육
1학위를 이수한 학생은 대학원 및 대학원 과정에 지원할 수 있다. 여기에는 다음이 포함된다.
- 대학원 수료증, 대학원 졸업장, 교육 분야 전문 대학원 수료증 - 이미 학사 학위를 취득한 사람들을 대상으로 하는 레벨 6 과정(종종 전환 과정)
- 대학원 수료증, 대학원 졸업장, 교육 대학원 수료증 - 전체 석사 학위보다 짧은 레벨 7 과정
- 석사 학위 (일반적으로 1년 내에 취득하지만 연구 기반 석사 학위는 2년 동안 지속될 수도 있음) – 레벨 7에서 강의 또는 연구 학위
- 박사 학위 (일반적으로 3년 소요) – 자격 체계의 최상위 수준인 레벨 8의 연구 학위로, 입학하려면 석사 학위가 필요한 경우가 많다. 이는 순수 연구 기반( PhD / DPhil )이거나 연구 및 실습( 전문 박사 학위 )일 수 있다. 2001년에 도입된 "New Route" 박사 학위는 최소 4년이 걸리며 석사 수준의 교육이 포함된다.[63]

### 대학 등록금
1998년 10월 이후 대부분의 학부생은 특정 수준의 소득 달성에 따라 졸업 후 상환 가능한 수업료를 지불했으며, 주에서는 가장 가난한 배경의 학생들에게 모든 수업료를 지불했다. 특정 급여 기준(£21,000)에 도달한 사람만이 일반 과세를 통해 이 수수료를 납부한다. 실제로 고등교육은 소수의 학생들이 영국에 입국할 때 무료로 유지된다. 영어 학생들은 일반적으로 유지비와 생활비에 대한 학자금 대출을 받을 자격이 있다.
2012-13학년도에 입학한 학부생들은 연간 최대 £9,000까지 등록금을 납부했으며, 대부분의 대학은 £6,000 이상을 청구한다. 대학원 수업료는 다양하지만 일반적으로 학위와 대학에 따라 학부 수업료보다 높다. 학부 비용을 상쇄하기 위한 다양한 장학금(저소득 지원자에게 수여)이 있으며, 대학원생의 경우 대부분의 과목에 대해 전액 장학금이 제공되며 일반적으로 경쟁적으로 수여된다.
높은 수업료가 도입된 이후 부유한 학생과 가난한 학생 사이의 격차가 줄어들었다. 이는 대학이 학비를 장학금 및 봉사 활동 계획에 투자하기 위해 사용했기 때문일 수 있다. 2016년에 The Guardian은 대학에 지원하는 소외 계층 학생들의 수가 2006년부터 2015년까지 72% 증가했다고 밝혔다. 이는 스코틀랜드, 웨일스, 북아일랜드보다 더 큰 증가폭이다.
경제 성과 센터(Center for Economic Performance)의 연구에 따르면 등록금 도입으로 인해 "1인당 자금 증가, 교육 수준 증가, 등록률 증가, 혜택을 받는 학생과 혜택을 받지 못하는 학생 간의 참여 격차가 줄어드는" 것으로 나타났다.

## 성인교육
성인 교육, 평생 교육 또는 평생 학습은 모든 연령대의 학생들에게 제공된다. 여기에는 위에서 언급한 직업 자격과 다음이 포함될 수 있다.
- 1년 또는 2년 과정은 적절한 자격이 없는 성인이 대학에 입학할 수 있도록 해준다.
- Open University는 학부 및 대학원 원격 학습 프로그램을 운영한다.
- 근로자 교육 협회는 자격 유무에 관계없이 성인 교육을 가장하여 지방 교육 당국에서 제공하는 다수의 준 레크리에이션 과정을 제공한다. 휴일 언어, 예술, 공예, 요트 항해 등 다양한 분야의 강좌가 제공된다.

## 국가 자격 체계
영국의 두 가지 자격 체계는 Ofqual이 규제하는 자격을 위한 RQF(Regulated Qualifications Framework)와 품질 보증 기관(Quality Assurance Agency)의 감독을 받는 학위 수여 권한이 있는 기관에서 부여한 자격을 위한 FHEQ(고등 교육 자격 체계)이다. 이는 이전 자격 및 학점 프레임워크 에도 사용되었던 수준에 대한 공통 번호 지정 체계를 공유한다. RQF는 유럽 자격 프레임워크 (EQF)와 연결되어 있으며 FHEQ는 유럽 고등 교육 지역 자격 프레임워크 (QF-EHEA)와 연결되어 있다.
| RQF/FHEQ 수준 | 공통자격                                                                           | EQF/QF-EHEA 동등                               |
| ------------- | ---------------------------------------------------------------------------------- | ---------------------------------------------- |
| 레벨 1        | 재단 졸업장 GCSE(D~G/4-1학년) NVQ 레벨 1                                           | EQF 레벨 2                                     |
| 2 단계        | 고등 졸업장 GCSE(A*~C/9~5학년) NVQ 레벨 2                                          | EQF 레벨 3                                     |
| 레벨 3        | 고급 디플로마 A레벨 국제 학사 학위 BTEC 내셔널 NVQ 레벨 3                          | EQF 레벨 4                                     |
| 레벨 4        | 고등교육 증명서 HNC (학위수여기관에서 수여)                                        | 단기 주기 내 QF-EHEA 중급 자격                 |
| 레벨 4        | BTEC Professional 수상, 인증서 및 디플로마 레벨 4 HNC(고등 국가 자격증) NVQ 레벨 4 | EQF 레벨 5                                     |
| 레벨 5        | BTEC Professional 수상, 인증서 및 디플로마 레벨 5 고등 국가 학위(HND) NVQ 레벨 4   | EQF 레벨 5                                     |
| 레벨 5        | 고등교육 졸업장 기초 학위 HND (학위수여기관에서 수여)                              | QF-EHEA 짧은 주기(첫 번째 주기 내 또는 연결됨) |
| 레벨 6        | BTEC Advanced Professional 상, 인증서 및 디플로마 레벨 6 NVQ 레벨 4                | EQF 레벨 6                                     |
| 레벨 6        | 졸업 증명서 대학원 졸업장 전문대학원 교육증명서                                    | 첫 번째 사이클 내 QF-EHEA 중급 자격            |
| 레벨 6        | 일반 학사 학위 우등 학사 학위                                                      | QF-EHEA 첫 번째 주기(주기 종료)                |
| 레벨 7        | BTEC Advanced Professional 상, 인증서 및 디플로마 레벨 7 NVQ 레벨 5                | EQF 레벨 7                                     |
| 레벨 7        | 대학원 증명서 대학원 졸업장 대학원 교육 증명서                                     | 두 번째 주기 내 QF-EHEA 중급 자격              |
| 레벨 7        | 통합 석사 학위 석사 학위                                                           | QF-EHEA 두 번째 주기(주기 종료)                |
| 레벨 8        | NVQ 레벨 5                                                                         | EQF 레벨 8                                     |
| 레벨 8        | 박사 학위                                                                          | QF-EHEA 세 번째 주기(주기 종료)                |

## 표준
OECD 가 조정한 국제 학생 평가 프로그램(Program for International Student Assessment) 은 현재 읽기 쓰기, 수학, 과학 분야에서 영국 15세 학생의 전반적인 지식과 기술을 세계 13위로 평가하고 있다. 영국 학생의 평균 점수는 503.7점으로 OECD 평균보다 훨씬 높다. 493. 영국의 초등학생들은 2021년 읽기 능력에 대한 국제 읽기 능력 발전 연구에서 4위를 차지했다.
유엔은 교육 수준, 1인당 GDP, 기대 수명을 측정하는 교육 지수 에서 영국을 유럽 대부분의 국가보다 앞서 7위로 선정했다. 1997년부터 2010년까지 노동당 정부는 사회 경제적 박탈 지역에 시립 아카데미를 도입했다. 부적절 하거나 조사관에 의해 개선이 필요한 것으로 간주 되는 더 많은 이전 지방 당국 학교가 아카데미 신탁으로 전환되어 이제 우수 또는 우수 등급을 받았다.
아카데미는 가장 취약한 지역에 설립되었으며 표준을 높이는 데 핵심 요소이다. 가장 취약한 지역 사회에서 열망을 키우고 기회를 창출한다. 2015년에는 2010년보다 모든 사회적 배경에서 우수 하고 우수한 평가를 받은 학교에 다니는 학생들이 더 많아졌다. 아카데미 시스템의 이러한 성장은 영국 학교 전반의 개선과 일치한다. 모든 학교의 88%가 우수 또는 우수 등급을 받았으며 이는 2010년 8월의 68%에서 개선되었다.

## 자금 조달
2018년부터 영어 학교는 국가 공식을 통해 자금을 지원 받았다. 2019년 8월, 학교 및 높은 수요를 위한 예산이 2020~21년에 6%(26억 파운드), 2021~22년에 48억 파운드, 2022~23년에 71억 파운드 증가할 것이라고 발표되었다. 교사를 위한 추가 연금 비용을 지원하기 위해 연간 15억 파운드를 추가로 지원한다. 이 새로운 자금에는 특수 교육이 필요하고 장애가 있는 아동(SEND)을 지원하기 위한 2020~21년의 7억 8천만 파운드가 포함된다.

## 같이 보기
- 영국의 교육
- 영국의 대학 목록

## 추가 읽기
- Blatchford, Roy (2014). 《The Restless School》. John Catt Educational. 136쪽. ISBN 978-1909717077. 2017년 9월 7일에 원본 문서에서 보존된 문서. 2024년 5월 19일에 확인함.
- Christodoulou, Daisy (2014). 《Seven Myths About Education》. Routledge. 148쪽. ISBN 978-0415746823. 2014년 12월 4일에 원본 문서에서 보존된 문서. 2024년 5월 19일에 확인함.
- Martin, Mary Clare. "Church, school and locality: Revisiting the historiography of 'state' and 'religious' educational infrastructures in England and Wales, 1780–1870." Paedagogica Historica 49.1 (2013): 70–81.
- Passow, A. Harry et al. The National Case Study: An Empirical Comparative Study of Twenty-One Educational Systems. (1976) online